# You Don't Fool Me
"You Don't Fool Me" ("Você não me engana") é um single da banda britânica de rock Queen, original do álbum Made in Heaven, lançado em 1995.
A canção foi lançada como single em 1996, contendo vários remixes da canção. A canção é uma das últimas gravadas por Freddie Mercury, que estava em seus últimos meses de vida, após as sessões de Innuendo. O artista a gravou sem instrumental de fundo, e, após sua morte, os membros remanescentes do grupo, com a supervisão de David Richards fizeram a melodia. A canção alcançou o primeiro lugar nas paradas da Itália.

## Contexto
"You Don't Fool Me" foi uma das últimas faixas gravadas para o álbum Made in Heaven e surgiu de uma forma incomum. Brian May explicou em seu site que o produtor da banda, David Richards, criou um esboço de instrumental baseado em letras incompletas gravadas pouco antes da morte de Mercury. Antes disso, parecia impossível criar material novo daquelas sobras. No entanto, depois de que Richards acrescentou harmonias, ele apresentou-o aos restantes membros da banda. Brian May, Roger Taylor e John Deacon depois juntaram seus instrumentos, vocais e ficaram surpresos ao concluir a faixa.

## Faixas

### Versão original
CD single
1. "You Don't Fool Me" (editada) — 3:54
2. "You Don't Fool Me" (versão no álbum) — 5:25

CD maxi
1. "You Don't Fool Me" (versão no álbum) — 5:25
2. "You Don't Fool Me" (editada) — 3:54
3. "You Don't Fool Me" (Sexy Club Mix) — 10:18
4. "You Don't Fool Me" (Dancing Divaz Club Mix) — 7:07

12" maxi - Europe
1. "You Don't Fool Me" (Sexy Club Mix)
2. "You Don't Fool Me" (Dancing Divaz Club Mix)
3. "You Don't Fool Me" (B.S. Project Remix)
4. "You Don't Fool Me" (Dancing Divaz Instrumental club mix)

12" maxi - U.S.
1. "You Don't Fool Me" (Freddy's Club Mix) — 7:02
2. "You Don't Fool Me" (versão no álbum) — 5:24
3. "You Don't Fool Me" (Freddy's Revenge Dub) — 5:53
4. "You Don't Fool Me" (Queen for a Day mix) — 6:33